# Autosan Sancity 10LF
Autosan Sancity 10LF – niskopodłogowy autobus miejski klasy midi, produkowany seryjnie od 2012 roku przez firmę Autosan z Sanoka.

## Historia i opis modelu

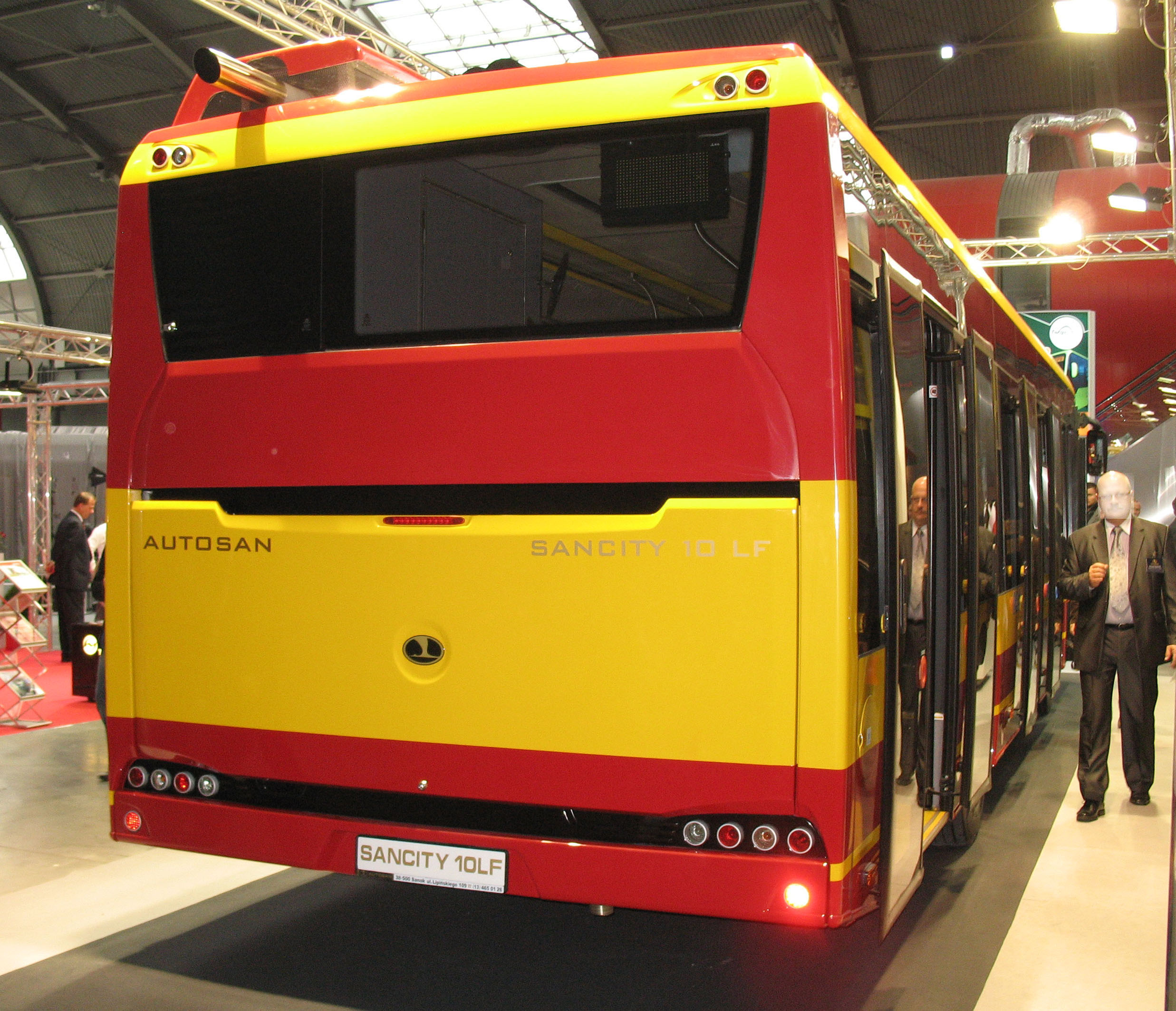
Autosan Sancity 10LF, widok na tył

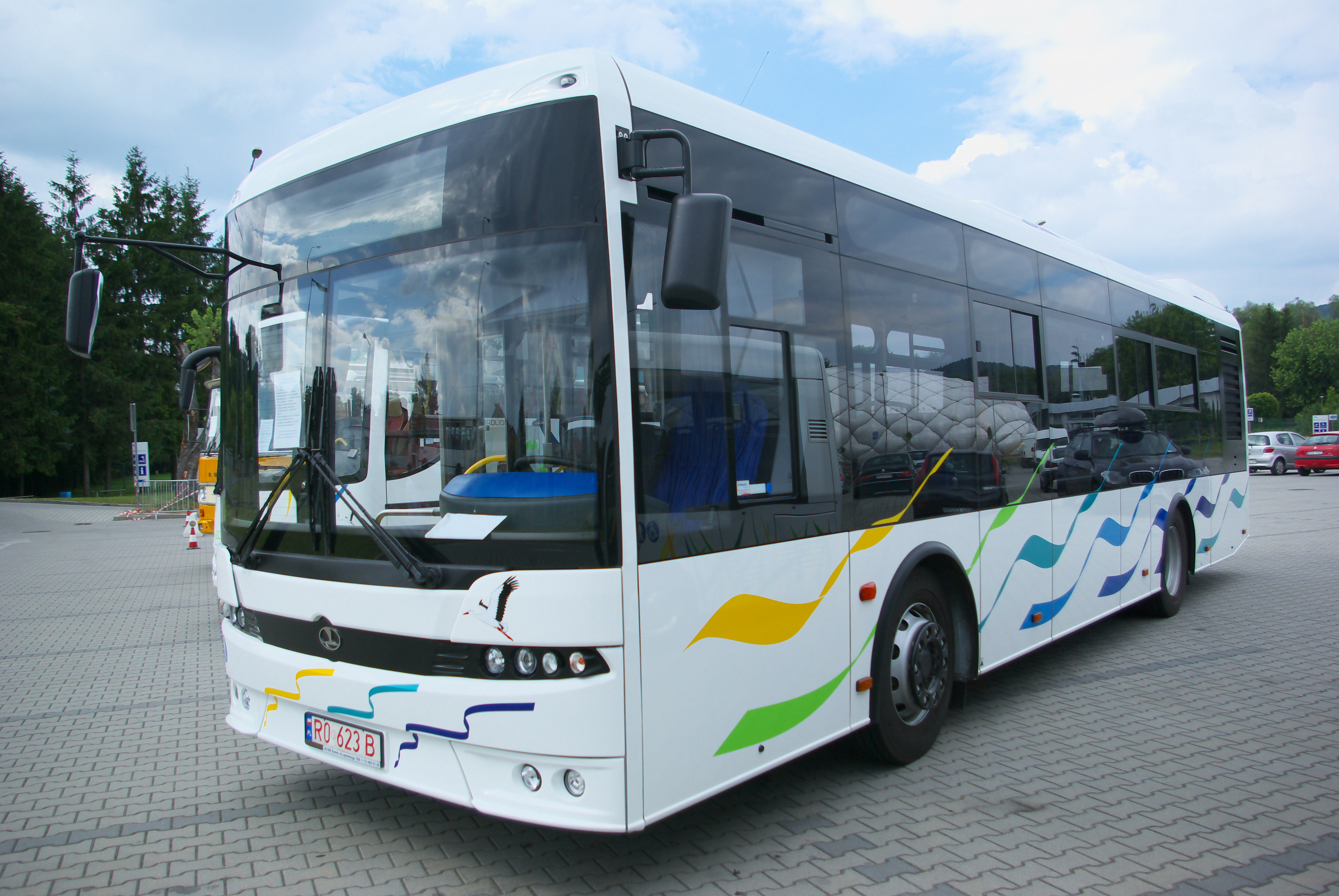
Autosan Sancity 10LF Euro 6 wystawiony przy Arenie Sanok w 2014

We wrześniu 2011 roku podczas targów Transexpo 2011 zaprezentowano czwarty model należący do modułowej rodziny niskopodłogowych autobusów miejskich M1xLx. Mający około 10 metrów długości, model Autosan Sancity 10LF (wewnętrzne oznaczenie producenta – M10LF) opracowany został jako odpowiedź na rosnące zapotrzebowanie krajowych przedsiębiorstw komunikacyjnych na pojazdy do realizacji przewozów na liniach o mniejszym obciążeniu. Produkcję rozpoczęto w 2012 roku, pierwszym odbiorcą seryjnych egzemplarzy zostało przedsiębiorstwo MPK Rzeszów. W 2013 roku wyeksportowano pierwszy egzemplarz modelu Sancity 10LF na rynek włoski. W październiku 2017 roku ZKM Iława zakupiło 1 egzemplarz tegoż pojazdu, który został oddany do użytku w kwietniu 2018 roku.
Nadwozie autobusu oparte na kratownicowej ramie przestrzennej, wykonane zostało z rur o przekroju kwadratowym i prostokątnym łączonych ze sobą za pomocą spawania. Cały szkielet nadwozia budowany jest ze stali o podwyższonej odporności na korozję. Boczne poszycie zewnętrzne wykonane zostało z blachy aluminiowej i laminatu poliestrowo-szklanego (ściany czołowa i tylna oraz dach), które mocowane są do kratownicowego szkieletu nadwozia za pomocą metody klejenia. Pojazd przystosowany został do przewozu 79-96 pasażerów, z czego 15-26 na miejscach siedzących. Do wykończenia ścian bocznych zastosowano płyty laminowane, sufit pokryto płytami kompozytowymi natomiast podłogę wykończono wykładziną antypoślizgową. Oddzielone od przestrzeni pasażerskiej półpełną kabiną, stanowisko kierowcy wyposażone jest w regulowany w dwóch płaszczyznach razem z kierownicą pulpit francuskiej firmy ACTIA. Alternatywnie może być zastosowany pulpit Siemens VDO FAP.
Do napędu pojazdu zastosowano spełniający normę czystości spalin EEV, 6-cylindrowy, rzędowy, silnik wysokoprężny Iveco NEF N60ENT o pojemności skokowej 5,9 dm³, mocy maksymalnej 194 kW (264 KM) osiąganej przy 2500 obr./min. oraz maksymalnym momencie obrotowym 1000 Nm przy 1250 obr./min. Jednostka napędowa zblokowana została z 6-biegową automatyczną skrzynią biegów Allison T280R. W układzie jezdnym zastosowano niezależną oś przednią ZF RL75EC oraz tylny most portalowy ZF AV 132/80. Zawieszenie pojazdu sterowane jest przez elektroniczny system ECAS, pozwalający na regulowanie wysokości prześwitu podwozia oraz wykonanie przyklęku prawej strony nadwozia. Instalacja elektryczna pojazdu bazuje na magistrali CAN. Jako wyposażenie dodatkowe może zostać zamontowany m.in. automatyczny system gaśniczy w komorze silnika, system zliczania pasażerów, klimatyzacja stanowiska kierowcy, inteligentny ogranicznik prędkości, poręcze chromoniklowe, układ uzupełniania oleju, system monitorowania ciśnienia i temperatury w oponach oraz system monitoringu.

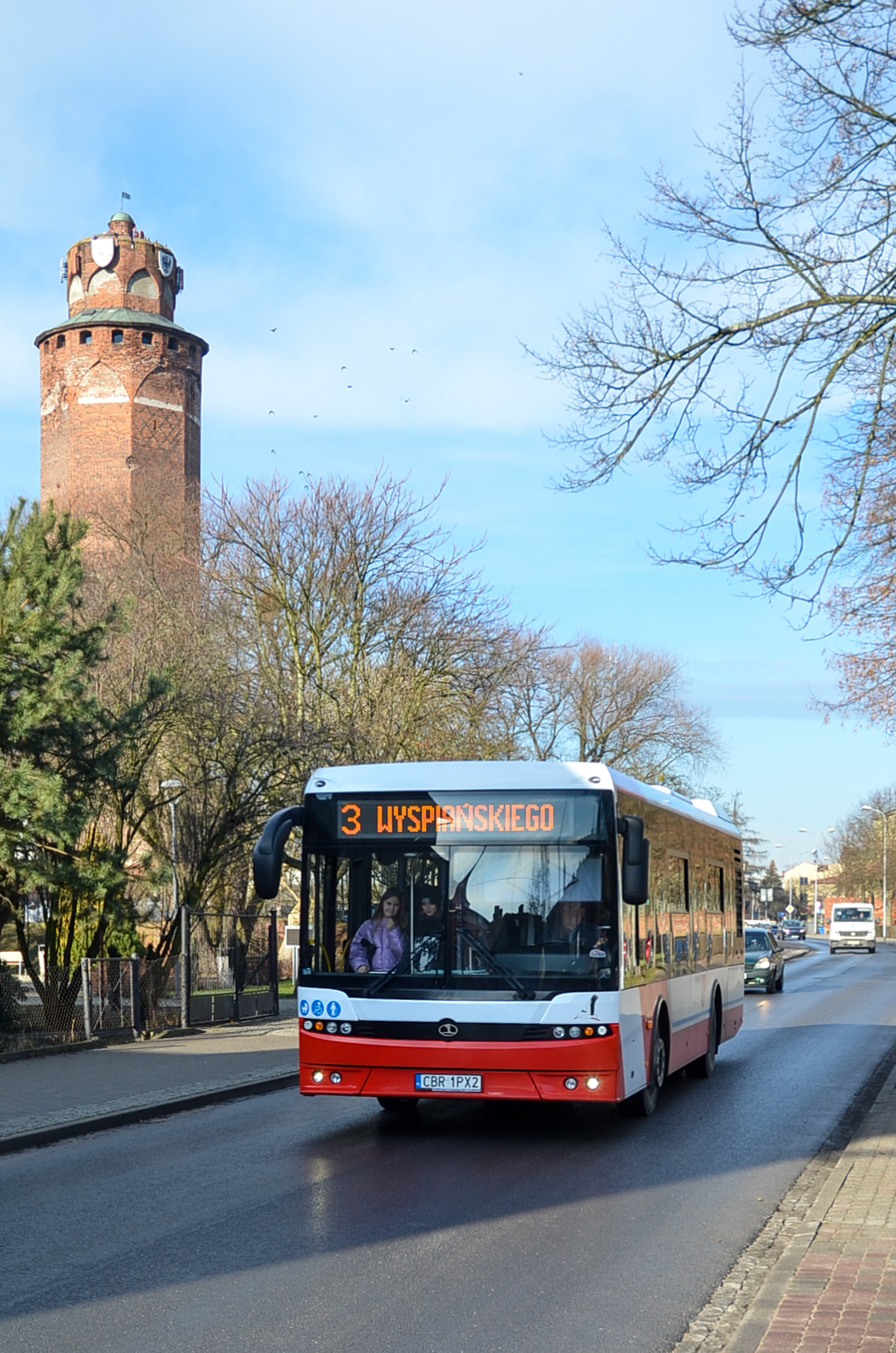
Autosan Sancity M10LF na trasie linii nr 3 na ulicy Zamkowej w Brodnicy

## Użytkownicy modelu
Autobusy Autosan Sancity 10LF są obecnie eksploatowane przez następujące przedsiębiorstwa:
| Państwo | Miasto            | Użytkownik/Odbiorca                                                | Rok produkcji | Liczba                                |
| ------- | ----------------- | ------------------------------------------------------------------ | ------------- | ------------------------------------- |
| Polska  | Brodnica          | PGK Brodnica                                                       | 2018-2019     | 8                                     |
| Polska  | Częstochowa       | MPK Częstochowa                                                    | 2023          | 4 (Wersja elektryczna: Sancity 10LFE) |
| Polska  | Dębica            | MKS Dębica                                                         | 2019          | 5                                     |
| Polska  | Iława             | ZKM Iława                                                          | 2018          | 1                                     |
| Polska  | Jarosław          | Przedsiębiorstwo Wodociągów i Kanalizacji w Jarosławiu sp. z o. o. | 2024          | 1 (Wersja elektryczna: Sancity 10LFE) |
| Polska  | Kobierzyce        | Bus Marco Polo Wratislavia 1992, Sevibus                           | 2018          | 6                                     |
| Polska  | Krosno            | Miejska Komunikacja Samochodowa w Krośnie                          | 2018-2019     | 8                                     |
| Polska  | Rzeszów           | MPK Rzeszów                                                        | 2012–2013     | 20                                    |
| Polska  | Sanok             | Autosan                                                            | 2011, 2014    | 2                                     |
| Polska  | Sanok             | MKS Sanok                                                          | 2019          | 3                                     |
| Polska  | Stalowa Wola      | MZK Stalowa Wola                                                   | 2018          | 6                                     |
| Polska  | Starogard Gdański | Miejski Zakład Komunikacji w Starogardzie Gdańskim                 | 2018          | 11                                    |
| Polska  | Szczytno          | ZKM Szczytno                                                       | 2018          | 1                                     |
| Polska  | Wałcz             | ZKM Wałcz                                                          | 2019          | 3                                     |
| Polska  | Żagań             | MZK Żagań                                                          | 2011          | 1                                     |
| Włochy  | Brak danych       | Brak danych                                                        | 2013          | 1                                     |
| Suma    | Suma              | Suma                                                               | Suma          | 81                                    |